# Ulapes
Ulapes est une ville de la province de La Rioja, en Argentine, et le chef-Lieu du département de General San Martín. Sa population s'élevait à 2 771 habitants en 2001.
Elle est située sur la route nationale 79.